# Бединская Канава
Бединская Канава — упразднённый посёлок в Курагинском районе Красноярского края России. На момент упразднения входил в состав городского поселения Артёмовск. Исключен из учётных данных в 2001 году.

## География
Располагался на правом берегу реки Чибижек (приток реки Джебь), на расстоянии приблизительно 3,5 км по прямой к востоку от города Артёмовск.

## История
Возник как прииск по добычи золота комбината Минусазолото.
Распоряжение Администрации Красноярского края от 21.12.2001 № 1346-р посёлок упразднён в связи с выездом всех жителей.